# NGC 480
NGC 480 је спирална галаксија у сазвежђу Кит која се налази на NGC листи објеката дубоког неба.
Деклинација објекта је - 9° 52' 49" а ректасцензија 1h 20m 34,3s. Привидна величина (магнитуда) објекта NGC 480 износи 15,2 а фотографска магнитуда 16,1.